# علا نجيب
علا نجيب هي منتجة تلفزيونية مصرية لبرنامج ميدل إيست بيزنس ريبورت (Middle East Business Report) وهو برنامج أسبوعي حول الأعمال في الشرق الأوسط على قناة بي بي سي وورلد نيوز.

## السيرة المهنية
انضمت نجيب فريق البي بي سي في دبي سنة 2007. وقبل ذلك عملت ثلاث سنوات في الشبكة التلفزيونية السعودية أم بي سي. و في بداية مسيرتها عملت ثلاث سنوات في النشر في الإمارات ومصر.

## الدراسة
درست علا نجيب الإعلام و الصحافة في الجامعة الأمريكية بالقاهرة.